# Christel Tennyson
Christel Tennyson (* 23. Dezember 1925 in Reval; † 16. November 2010 in Roth) war eine deutsche Mineralogin und emeritierte Professorin an der Technischen Universität Berlin.

## Leben
Nach dem Besuch des Gymnasiums in Reval und Krotoschin begann Tennyson ihr Studium der Mineralogie und Kristallographie an der Hochschule Regensburg, welches sie 1953 an der Technischen Universität Berlin mit ihrer Promotion abschloss.
Tennyson arbeitete zunächst als Assistentin von Hugo Strunz am Institut für Mineralogie in Berlin sowie von Friedrich Hegemann (1901–1972) am Staatlichen Forschungsinstitut für Angewandte Mineralogie in Regensburg, erhielt dann allerdings 1956 die Leitung der Röntgenabteilung am Institut für Mineralogie und Kristallographie der TU Berlin. Ab 1963 betreute sie zusätzlich als Akademische Rätin und Kustodin deren Mineralogische Sammlung. Vier Jahre später habilitierte sie mit ihrem Werk zur Systematik der Borate und wurde zur Professorin für Mineralogie und Kristallographie ernannt. 
Christel Tennyson war zeitlebens als unermüdliche, akribische und pflichtbewusste Wissenschaftlerin und Hochschullehrerin bekannt, die trotz ihrer zahlreichen Ämter unter anderem in der DMG und IMA sowie ihrer wissenschaftlichen Arbeiten rund um die spezielle Mineralogie der Oberpfalz und des Bayerischen Waldes keine einzige ihrer Lehrveranstaltungen ausfallen ließ.

## Werke
- 1953: Phosphoferrit und Reddingit von Hagendorf-Süd in Ostbayern
- 1963: Zur Systematik der Borate auf kristallchemischer Grundlage
- 1966 und 1970: Vollständige Überarbeitung und Erweiterung der 4. und 5. Auflage der Mineralogischen Tabellen, dem Gesamtwerk über die Klassifizierung der Mineralien auf kristallchemischer Grundlage mit einer Einführung in die Kristallchemie in Zusammenarbeit mit dem Erstverfasser Karl Hugo Strunz.